# 魔法戰隊魔法連者 THE MOVIE 陰非路西亞的新娘
《魔法戰隊魔法連者 THE MOVIE 陰非路西亞的新娘》，為於日本時間2005年9月3日上映的《魔法戰隊魔法連者》劇場版作品。同時上映的作品還有《劇場版 假面騎士響鬼 響鬼與七人的戰鬼》。

## 概要
- 自2001年的《劇場版 百獸戰隊牙吠連者 怒吼吧，火山》以來，《超級戰隊系列》劇場版以電視版中未出演的女性演員作為主角演出成為慣例，但在本作中曾演出了電視版中的半正規女主角山崎由加的平田薰，在本作則正式成為了女主角，在劇中除了以往的制服造型外，亦有著哥德蘿莉風格及純白兩種婚紗造型。

- 與前作《特搜戰隊刑事連者 THE MOVIE Full Blast Action》並列夏天公開的劇場版上映時間最久的。本作是最後一次於9月公開，之後的作品都改於8月上旬公開。

## 故事
小津兄弟們，到了足球場應援代表他們學校足球隊出賽的小魁。在魁以一記精彩的射門結束了比賽後，連喘息的時間都沒有，街道上突然出現巨大的「超冥獸 活體劍」正在破壞肆虐，操縱牠的冥獸人正是「巴薩卡之王」葛爾姆·德·布蘭頓，牠說要山崎同學成為牠的新娘後，便將山崎強行帶回了冥府·印菲西亚。據說，巴薩卡之王只要與擁有純潔之心的人類女子結婚，就能完全釋放依附在族王鎧甲上的死靈，成為印菲西亚最強的不死身軍團。身為人類的小津兄弟沒有辦法前往冥府，而在史魔奇透露了唯一的方法就是騎上獨角聖馬「尤尼肯恩」後，小魁五人便在光老師巧妙的幫忙下，一行人前往了天空聖地「魔法托比亞」。

## 人物

### 魔法戰隊魔法連者
| 演員     | 角色         | 代號     | 台配   |
| -------- | ------------ | -------- | ------ |
| 橋本淳   | 小津魁       | 魔法紅   | 何志威 |
| 松本寬也 | 小津翼       | 魔法黃   | 陳宏瑋 |
| 甲斐麻美 | 小津麗       | 魔法藍   | 雷碧文 |
| 別府步美 | 小津芳香     | 魔法粉紅 | 錢欣郁 |
| 伊藤友樹 | 小津蒔人     | 魔法綠   | 黃天佑 |
| 市川洋介 | 光／陽光天使 | 魔法光   | 待確認 |

### 戰隊關係者
| 演員   | 角色     | 代號                     |
| ------ | -------- | ------------------------ |
| 渡邊梓 | 小津深雪 | 魔法媽媽 （Magi Mother） |

天空大聖者·魔法天使-曾我町子
山崎由佳-平田薰
魔法貓史魔奇-草尾毅 聲
魔法蔓陀蘿-比嘉久美子 聲
天空聖者·月影天使／鈴-山內明日

### 印菲西亚
魔導神官魅迷-高戶靖廣 聲
魔導騎士烏薩德-磯部勉 聲
妖幻密使潘裘莉亞-渡邊美佐 聲
娜伊-和冉千秋
梅亞-北神朋美

### 劇場版限定
冥獸人 葛爾姆·德·布蘭頓｜檜山修之 聲
印菲西亚中最強戰鬥民族「巴薩卡」之王。相傳只要與擁有純潔心靈的人類女孩結婚，就能釋放依附在族王鎧甲上的無數死靈，成為不死之身的亡靈軍團。

因為強行擄走山崎使得山崎對牠相當反感（尤其是那張鐵假面底下醜惡的臉），被魅迷授予一只「傀儡之戒」－以吸取人類精力為能源，並能自由操控人類意志的魔導道具。平時姿態高傲，一旦惹怒牠，就會瞬間變得狂暴如同狂戰士一般。對於牠那頑強的抵抗力相當自豪，當被打倒時，總能以更強的型態武裝自己並繼續著戰鬥。
超冥獸 活體劍
由葛爾姆所操縱的巨大冥獸。全身上下皆由劍刃所組成。
冥獸合體 劍魂·葛爾姆
葛爾姆與活體劍合體而成的姿態。頭部是葛爾姆的上半身，全身覆滿刀刃。

## 魔法機體
獨角聖馬 尤尼肯恩
能夠自由穿梭於人（地上界）、魔（印菲西亚）、仙（魔法托比亞）三界的白色獨角獸。原本為天空聖者烈焰天使的愛馬，在烈焰天使失蹤後就被陽光天使與月影天使使用著。

## 魔神合體
神聖凱薩
口號：光芒與火燄合而為一時，神聖魔神就此現身
神聖魔法鳳凰和獨角聖馬 尤尼肯恩合體而成的神聖魔神，別稱「光芒與火燄的合體」，以獨角標槍作為武器，必殺技為「聖劍終結攻擊」。

## 幕後
- 原作 - 八手三郎
- 製作人 - 塚田英明・宇都宮孝明（東映）、矢田晃一（東映エージエンシー）
- 監督 - 竹本昇
- 脚本 - 前川淳
- 特撮監督 - 佛田洋
- 動作監督 - 石垣広文
- 撮影 - 松村文雄
- 照明 - 竹田勝三
- 美術 - 大谷和正
- 編集 - 佐藤連
- 記録 - 渋谷康子
- 整音 - 渡辺典夫
- 助監督 - 安養寺工
- 進行主任 - 喜多智彦
- 制作担当 - 谷口正洋
- 代製作人 - 泉谷裕
- 視覺效果 - 沖満
- 角色設計 - 篠原保、原田吉郎、松井大
- 配給 - 東映

## 主題曲
插入曲
「Song For Magitopia」
- 作詞：岩里祐穂 / 作曲・編曲：山下康介 / 歌：水木一郎・串田アキラ・影山ヒロノブ

## 外部連結
- TV朝日官方網站 （页面存档备份，存于）
- 東映官方網站
- 超級戰隊網官方網站 （页面存档备份，存于）
- DVD 魔法戰隊MAGIRANGER特集（東映VIDEO内にある網站）
- 魔法戰隊魔法連者 THE MOVIE 地獄魔人的新娘 （页面存档备份，存于）（日本維基百科）